# Євсевій (Політило)

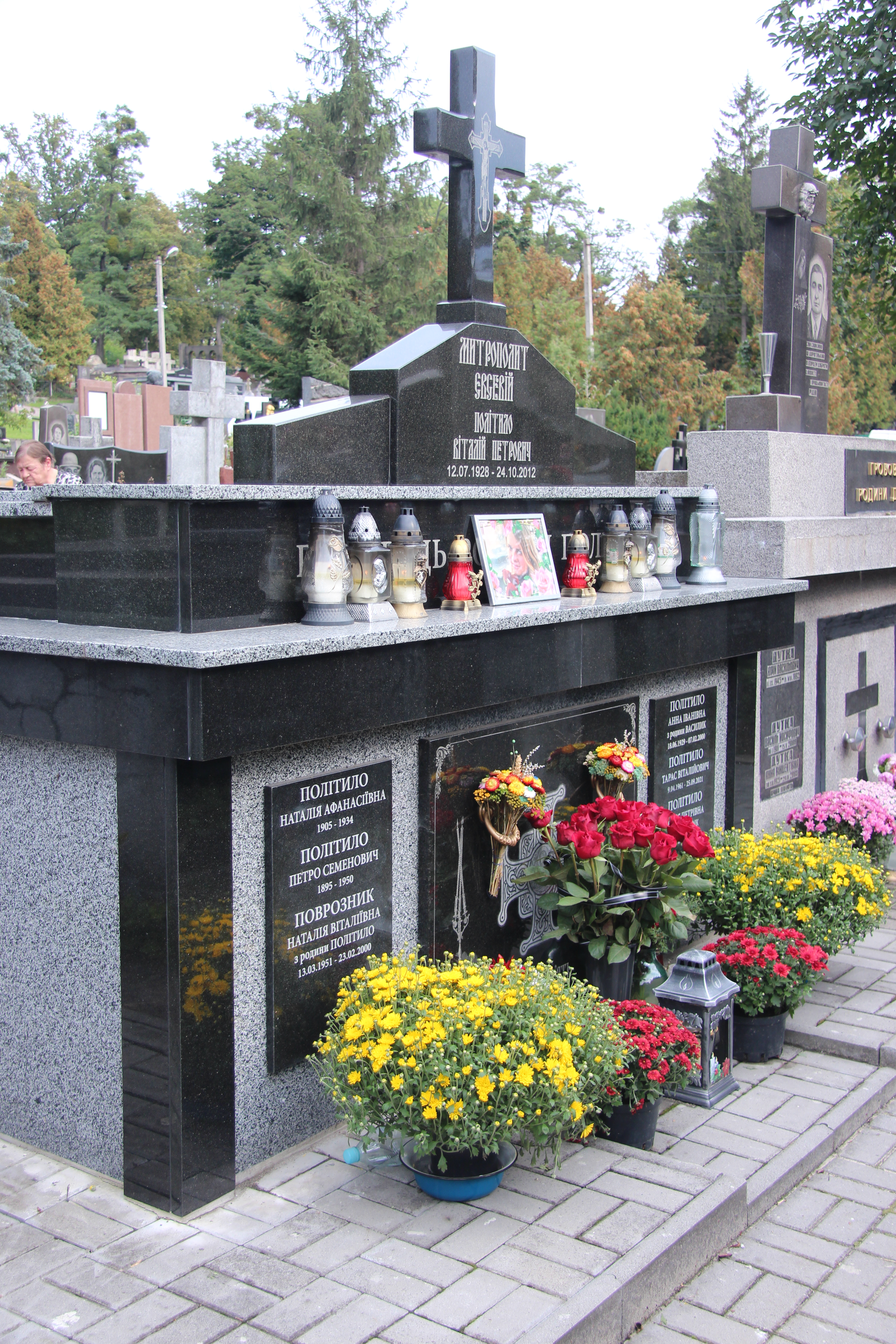

Євсе́вій (в миру Політи́ло Віта́лій Петро́вич; 12 липня 1928, Софіївка, Дніпропетровська область — 24 жовтня 2012, Львів) — архієрей Української православної церкви Київського Патріархату; митрополит Рівненський та Острозький.

## Біографія
Народився в православній побожній родині службовця. Після закінчення середньої школи поступив в Ленінградську духовну семінарію (1950—1954 рр.). Потім в 1954—1958 роках навчався в Ленінградській духовній академії, яку успішно закінчив і захистив кандидатську дисертацію «Святий Димитрій Ростовський як богослов-догматист».
17 липня 1949 року рукоположений в сан диякона, а 15 жовтня того ж року в сан священника Львівським архиєпископом Макарієм (Оксіюком). Двадцять вісім років, з 1965 по 1993 р., був настоятелем Свято-Успенської церкви міста Львова, де за свідченнями багатьох вірних був блискучим і ревним проповідником. Його проповіді глибоко проникали у серця багатьох. В 1975—1978 рр. проходив церковне служіння в Канаді: секретар єпископа, керуючого Патріаршими парафіями в Канаді і США. Редактор журналу «Канадський православний вісник». З 1979 по 1985 — секретар Львівсько-Тернопільського єпархіального управління. Багато його матеріалів друкуються у журналі «Православний вісник».
З 1990 року — ректор Львівської духовної семінарії Українського екзархату РПЦ.
Згідно з рішенням Священного Синоду Української православної церкви Київського Патріархату (журнал № 32 від 11 грудня 1996 р.) призначається ректором Львівської духовної академії, а 20 жовтня 1999 р. Указом Святійшого Патріарха Київського і всієї Руси-України Філарета було присвоєне вчене звання доцента.
Постановою Священного Синоду УПЦ Київського Патріархату від 29 червня 2002 року протоієрею Віталію Політилу визначено бути єпископом Полтавським i Кременчуцьким після постригу в ченці.
5 липня 2002 року в Свято-Михайлівському Золотоверхому монастирі міста Києва єпископ Переяслав-Хмельницький Димитрій (Рудюк) звершив постриг протоієрея Віталія Політила в ченці.
6 липня 2002 року після всенічної у Володимирському кафедральному соборі міста Києва відбулось наречення ієромонаха Євсевія (Политила) на єпископа Полтавського i Кременчуцького, яке відправили Святійший Патріарх Київський i всієї Руси-України Філарет, Митрополит Львівський i Сокальський Андрій, Митрополит Луцький i Волинський Яків, Архиєпископ Чернівецький i Кіцманський Варлаам, Архиєпископ Білгородський i Обоянський Іоасаф, Єпископ Переяслав-Хмельницький Димитрій.
7 липня 2002 року під час Божественної літургії у Володимирському кафедральному соборі міста Києва архієреї, які брали участь у нареченні, відправили хіротонію ієромонаха Євсевія (Політила) на єпископа Полтавського i Кременчуцького.
12 липня 2003 року був возведений до сану архиєпископа, 22 жовтня 2004 року — митрополита. 
14 грудня 2005 року призначається митрополитом Рівненським і Острозьким, керуючим Рівненсько-Острозькою єпархією. 
23 січня 2012 р. звільнений із Рівненсько-Острозької кафедри і почислений на спокій.
24 жовтня 2012 р. після тривалої недуги близько 9-ї години ранку на 85-му році життя спочив у Бозі.
Похований у родинному гробівці на Янівському цвинтарі.

## Нагороди
Удостоєний вищих церковних нагород: Ордену Св. Рівноапостольного князя Володимира Великого ІІІ ступеня (2004, Ордену Христа Спасителя (2004) та Ордену Юрія Переможця (14.12.2006 р.).